# Las Playas de Agnès
Las Playas de Agnès, título original en francés Les plages d'Agnès, es una película francesa dirigida por Agnès Varda y estrenada en 2008.

## Sinopsis
Si on ouvrait les gens, on trouverait des paysages. Moi, si on m’ouvrait, on trouverait des plages.

(Agnès Varda): "Si abriéramos a la gente, encontraríamos paisajes. Si me expusieran a mí misma, encontraríamos playas."
Autorretrato de la fotógrafa, directora, y feminista francesa más famosa. Agnès Varda remonta el río del tiempo en un velero (y se ve de nuevo como una adolescente), rehace (al revés tanto literal como figurativamente) su curso "80 escobas y cepillos» con los materiales ofrecidos por su barrio en su cumpleaños en mayo de 2008 (utensilios de crin y otros materiales, de una diversidad equivalente a la de sus obras).
La cineasta, a la que le gusta grabar, ordenar sus recuerdos en cuadernos y acumular muchas fotos, enumera los momentos más destacados de su vida (privada y artística) que serían como las imágenes reflejadas por espejos esparcidos en la playa de Sète. 
El haber sido concebida en Arlés le valió ser bautizada como "Arlette", primer nombre que ella reemplazó oficialmente por el de Agnès (dijo un día "por qué no Paulette si hubiera sido concebida en Pau (Pirineos Atlánticos) … ").
Redescubre su lugar de nacimiento en Ixelles y reinventa la casa flotante familiar en Sète. Vuelve a visitar las playas de Flandes (Knokke-le-Zoute), Hérault, Vendée (isla de Noirmoutier), California (Los Ángeles), las de su infancia belga (playa de La Panne) y Sétoise (playa de la Corniche) y luego aquellos lugares en los que rodó los exteriores de algunas de sus películas. Agnès Varda ha vivido en la misma casa en la rue Daguerre desde principios de la década de 1950, ubicada en un popular barrio parisino. Llega a competir con la ciudad de París instalando un «Daguerre-Plage» en su calle, solo para mostrarnos la efervescencia del personal de sus Producciones Ciné-Tamaris ubicadas cerca de su vivienda.
Su retrospectiva filmográfica y fotográfica está salpicada por multitud de encuentros:  
- amistosos encuentros con sencillos pescadores de Sète (antes de La Pointe Courte ) y compañeros cineastas independientes californianos,
- encuentros iniciáticos, enamoramientos artísticos con algunos iconos del teatro, el cine, la canción: Jean Vilar (su familia y el TNP), Gérard Philipe ("Príncipe de Hombourg en Aviñón”), Jean-Luc Godard (a quien logra quitarse sus eternos lentes oscuros ”para que finalmente podamos ver sus hermosos ojos"),[6] Delphine Seyrig, Jim Morrison,
- reuniones políticas y activismo: Fidel Castro, China, las Panteras Negras, la Generación Hippie, Manifiesto de 343 putas,
- y, por supuesto, su encuentro con el hombre de su vida, Jacques Demy, a quien retrata con lágrimas en los ojos.

Con, entre otros, extractos de:  
- sus obras: La Pointe Courte, L'Opéra-Mouffe, Cléo de 5 a 7, Salut les Cubans, Le Bonheur, Les Créatures, Uncle Yanco, Loin du Viêt Nam, Black Panthers, Lions Love, Daguerrotipos, Uno canta el otro escalones, Paredes, Documental, Ulises, Sin techo ni ley, Jane B. de Agnès V., Jacquot de Nantes, Le Lion volatil, Les Cent et Une Nuits de Simon Cinéma, Les Glaneurs et la Glaneuse,
- obras de Jacques Demy: Los paraguas de Cherburgo, Peau d'Âne, Une chambre en ville.[7]

## Ficha técnica
- Título original: Les Plages d'Agnès
- Realización: Agnès Varda
- Escenario: Agnès Varda
- Decorados: Franckie Diago
- Vestuario: Agnès Varda porte sa garde-robe personnelle
- Fotografía: Agnès Varda, Hélène Louvart, Alain Sakot, Arlene Nelson, Julia Fabry, Jean-Baptiste Morin
- Secundarios: Pierre Mertens, Olivier Schwob, Frédéric Maury
- Montaje: Agnès Varda, Baptiste Filloux, Jean-Baptiste Morin
- Música: Joanna Bruzdowicz, Stéphane Vilar, Paul Cornet
- Administración: Cécilia Rose, Éric Leprêtre
- Producción: Agnès Varda
- Productoras: Ciné-Tamaris (France), Arte France Cinéma
- Distribuidoras: Les Films du Losange (France)
- País: Francia
- Lenguajes: inglés, français
- Rodajes: agosto de 2006 a junio de 2008
- Rodajes exteriores: 
  -  Bélgica: Ixelles, Le Zoute
  -  Estados Unidos: Los Ángeles
  -  Francia: Corse-du-Sud, Ajaccio, Isla de Noirmoutier, París, Sète
- Formato: 35 mm — color y blanco y negro HD — 1.85:1 — son Dolby Digital
- Género: documental, película autobiográfica.
- Duración: 110 minutes
- Fechas de exhibiciones: 
  - 3 de septiembre de 2008 (16 años) en la Mostra de Venecia
  - 10 de septiembre de 2008 (16 años) en el Festival Internacional de Cine de Toronto
- Taquilla: 239 761 entradas vendidas en las salas francesas.

## Reparto
- Agnès Varda: ella misma
- Jacques Demy: él mismo (material de archivo)
- Mathieu Demy: él mismo
- Rosalie Varda: ella misma
- Jane Birkin: ella misma / el croupier
- Yolande Moreau: ella misma, contando un recuerdo de infancia de Agnès Varda
- Andrée Vilar: ella misma
- Christophe Vilar: él mismo
- Stéphane Vilar: él mismo
- Patricia Knop: ella misma

## Reconocimientos

### Premios
- Prix Méliès 2008, premio de la crítica al mejor film francés a Agnès Varda
- 2009 Mejor documental: Premios César
- 2009 Estrellas de oro del cine francés a Agnès Varda
- 2009 Los Angeles Film Critics Association Awards: premio película documental de no ficción.
- Chlotrudis Society for Independent Film 2009: premio mejor película documental
- National Society of Film Critics Awards 2009: premio nejor película documental

### Nominaciones
- Premio de Cine Europeo 2009: Agnès Varda nominada al premio al mejor documental
- Satellite Awards 2009 : película nominada al Satellite Award al Mejor Documental
- Asociación de Críticos de Cine de Toronto 2009: película nominada al premio al mejor documental
- Chlotrudis Society for Independent Film 2009: película nominada al premio Chlotrudis al mejor diseño de producción
- Directors Guild of America 2009: Agnès Varda nominada al premio a mejor directora de documental
- Online Film Critics Society 2009: película nominada al premio al mejor documental

## Videografía
- Les Plages d'Agnès de Agnès  Varda, Ciné-Tamaris, 11 de noviembre de 2009, DVD  Zone 2 PAL [présentation en ligne]Inclus bonus : Trapézistes et Voltigeurs (8 min) + Daguerre-Plage (9 min) + livret 16 pages couleur + magnets (notice BnF no FRBNF42143681)